# Goldenheart
Goldenheart è il secondo album in studio della cantante statunitense Dawn Richard, pubblicato nel gennaio 2013. 

## Tracce
1. Intro (In the Hearts Tonight) – 3:12
2. Return of a Queen – 4:27
3. Goliath – 2:30
4. Riot – 3:32
5. Gleaux – 4:43
6. Pretty Wicked Things – 4:32
7. Northern Lights – 3:43
8. Frequency – 3:15
9. Warfaire – 3:19
10. Tug of War – 3:58
11. Ode to You – 4:14
12. '86 – 3:22
13. In Your Eyes – 3:30
14. Break of Dawn – 6:00
15. [300] – 4:15
16. Goldenheart – 5:15